# Lacoste (Hérault)
Lacoste è un comune francese di 292 abitanti situato nel dipartimento dell'Hérault nella regione dell'Occitania.

## Società

### Evoluzione demografica
Abitanti censiti